# 比康斯菲爾德 (愛荷華州)
比康斯菲爾德（英語：Beaconsfield）是一個位於美國愛荷華州靈戈爾德縣的城市。

## 地理
比康斯菲爾德的座標為40°48′29″N 94°03′02″W / 40.80806°N 94.05056°W，而該地的平均海拔高度為369米（即1211英尺）。

## 人口
根據2010年美國人口普查的數據，比康斯菲爾德的面積為1.86平方千米，當中陸地面積為1.86平方千米，而水域面積為0.00平方千米。當地共有人口15人，而人口密度為每平方千米8人。